# Ancymidol
Ancymidol ist ein 1:1-Gemisch von zwei enantiomeren chemischen Verbindungen aus der Gruppe der Pyrimidine. Es wird als Wachstumsregulator verwendet.

## Gewinnung und Darstellung
Ancymidol kann durch Reaktion von 4-Methoxy-benzoylcyclopropan mit 5-Brompyrimidin gewonnen werden.

## Zulassung
In der EU und der Schweiz sind keine Pflanzenschutzmittel mit diesem Wirkstoff zugelassen.